# 894

## Nașteri
- Athelstan, rege al Angliei din 925 (d. 939)

## Decese
- Guy al III-lea de Spoleto, margraf de Camerino din anul 880, iar apoi duce de Spoleto și Camerino din 883 (n. ?)
- Svatopluk I, prinț al Principatului Nitra (850 - 871) și regele Moraviei Mari din 871 (n.c. 830)